# Marterkapelle

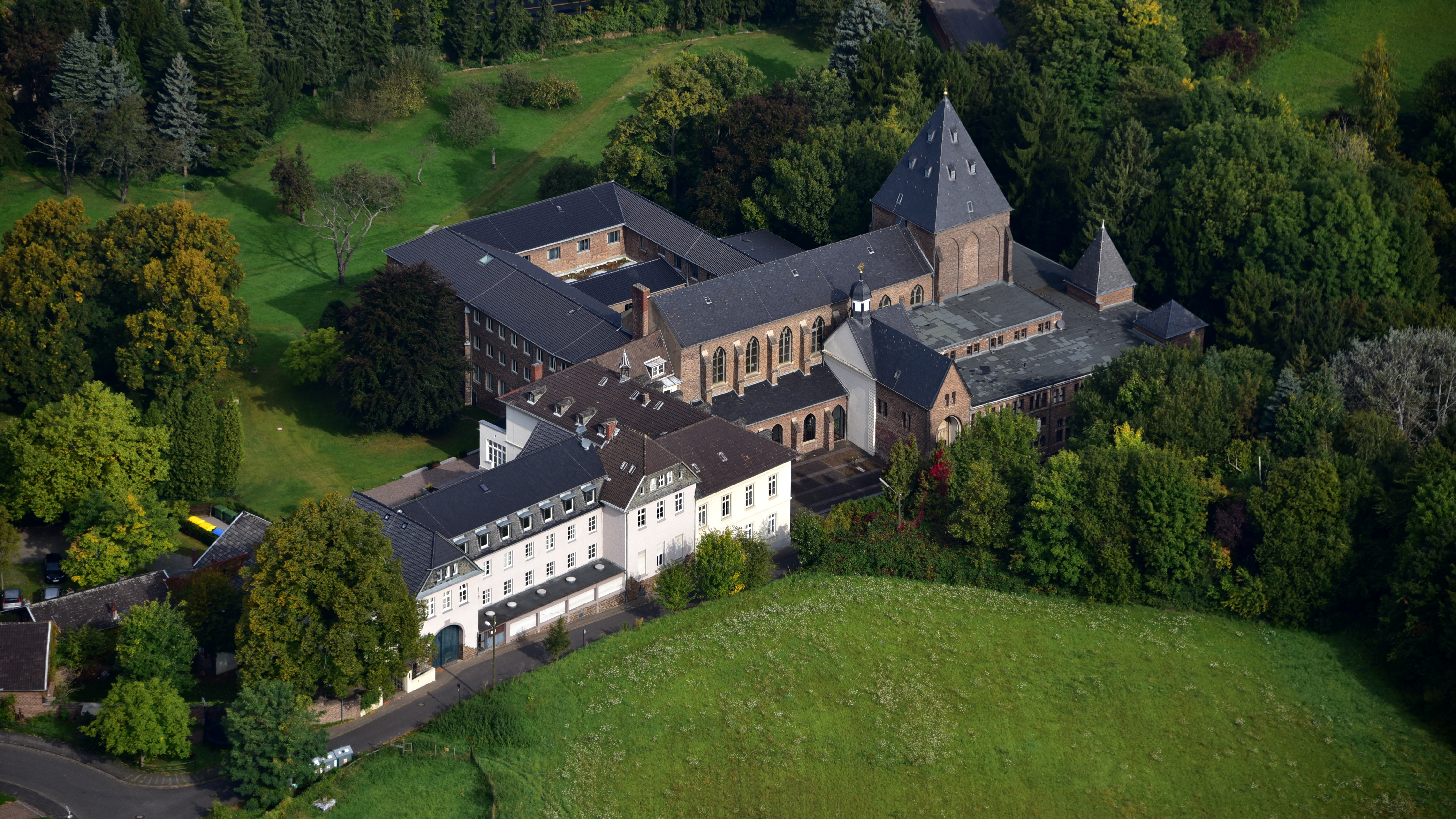
Marterkapelle, Bonn Endenich, Luftaufnahme (2017)

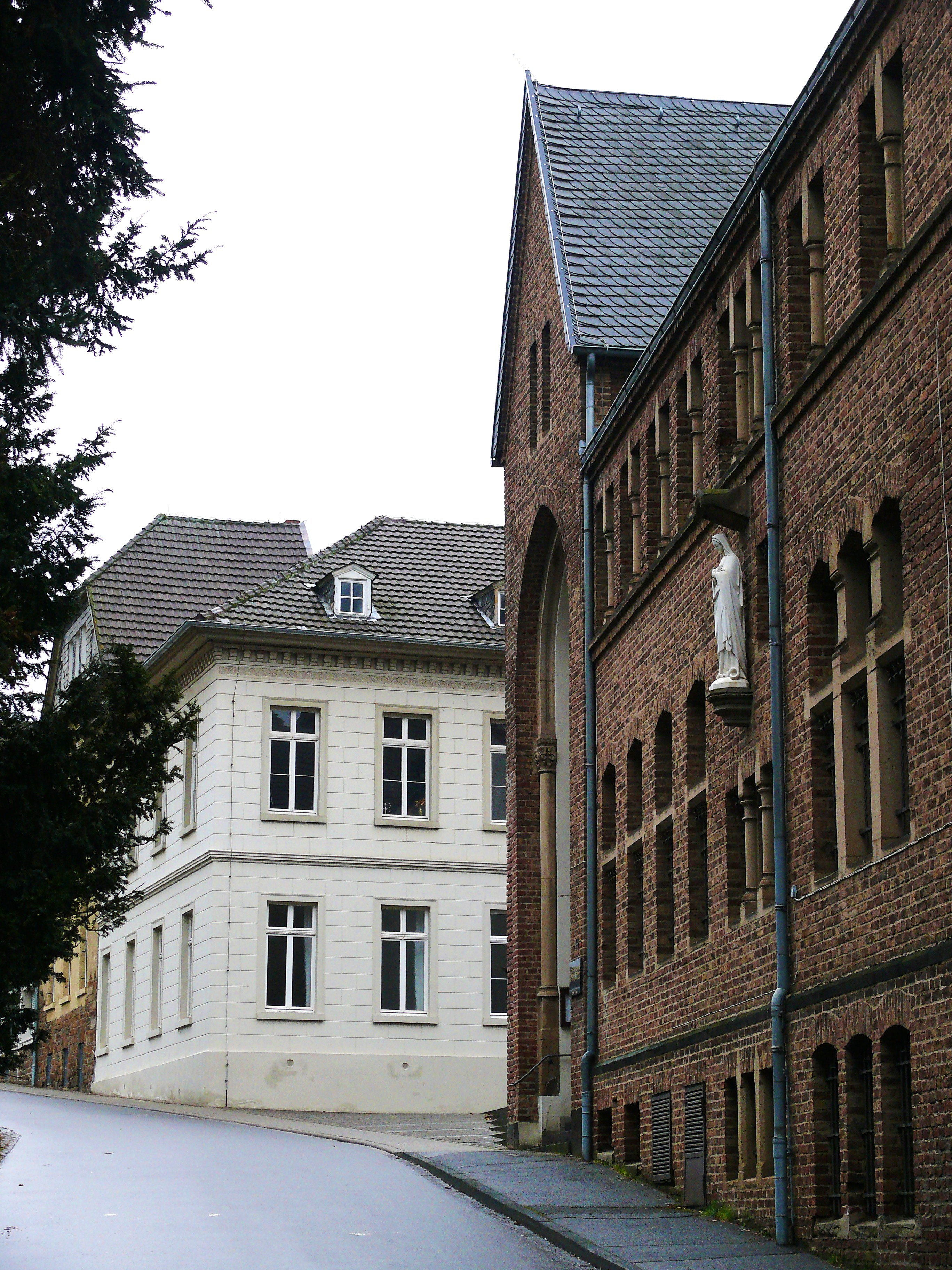
Der Eingang zur Marterkapelle und das Kloster Maria-Hilf in Bonn-Endenich

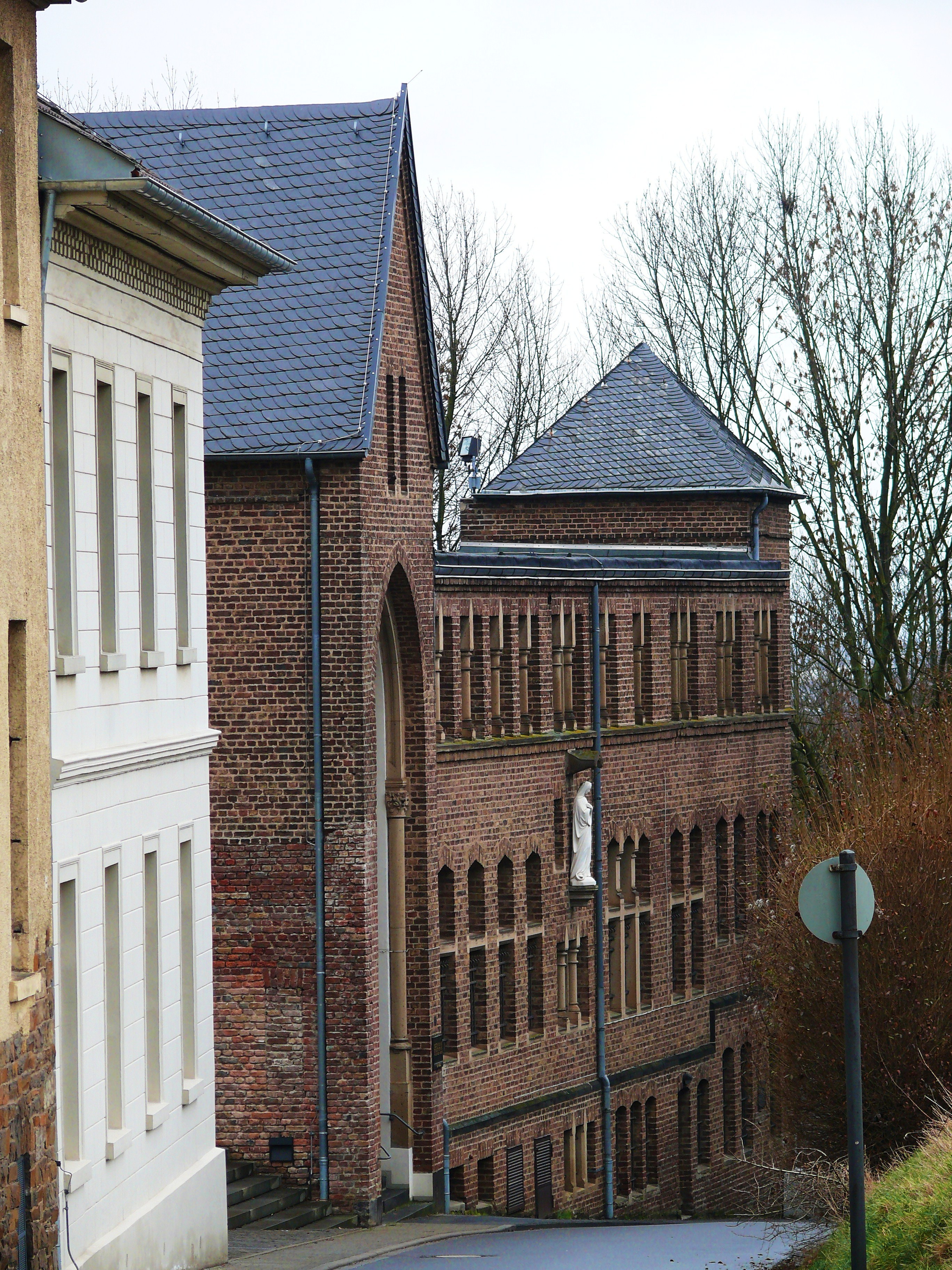
Das Kloster Maria-Hilf in Bonn-Endenich

Die Marterkapelle, auch Mordkapelle, ist ein zwischen 1719 und 1721 erbautes Kirchengebäude im Bonner Ortsteil Endenich am Fuße des Kreuzbergs, das ab 1888 gemeinsam mit weiteren Gebäuden zu einem Benediktinerinnen-Kloster gehörte. Die Kapelle steht in geringer Entfernung zur Kreuzbergkirche und als Teil des ehemaligen Klosters als Baudenkmal unter Denkmalschutz. Nach der Auflösung des Benediktinerinnenklosters 2001 werden die Gebäude seit 2002 als Priesterseminar Redemptoris Mater in Trägerschaft des Erzbistums Köln genutzt.  

## Geschichte
Im 3. Jahrhundert sollen hier am Fuße des Kreuzbergs die römischen Soldaten der thebäischen Legion Cassius und Florentius gemeinsam mit sieben weiteren Gefährten wegen ihres Bekenntnisses zum christlichen Glauben hingerichtet worden sein.
Im Jahr 1719 erwarb der Propst des Bonner Cassius-Stifts, Maximilian von Weichs, ein Grundstück im Bereich der mutmaßlichen Hinrichtungsstätte und ließ dort eine Wallfahrtskapelle zum Gedenken an das Martyrium der beiden Bonner Heiligen errichten.
Mit der Kapellenweihe am 17. August 1721 durch den Kurfürsten und Erzbischof von Köln, Joseph Clemens, begann die Wallfahrt zur Marterkapelle.
Infolge der Säkularisation setzte ab 1803 ein steter Verfall der Kapelle ein, so benutzte man sie zeitweise auch als Heuschuppen und Stall.
Erst als das Anwesen um 1840 in den Besitz der Freifrau Caroline von Romberg geb. von Böselager (* 1776; † 8. August 1857), der Ehefrau des Freiherrn Gisbert von Romberg gelangte, begann der Wiederaufbau der Kapelle und der Anbau weiterer Gebäude. Auf Initiative der Freifrau wurde den Ordensschwestern der Benediktinerinnen von der ewigen Anbetung im Jahr 1857 ein Kloster gestiftet, welches sie aber 1875 verlassen mussten. Die Ordensschwestern erhielten im sogenannten Kulturkampf den Ausweisungsbefehl und gingen in die Verbannung nach Holland.
1863 wurde Pauline Gräfin von Fürstenberg-Stammheim geb. von Romberg (* 8. Juli 1805 in Münster; † 5. September 1891 in Bonn), Tochter der Freifrau Caroline von Romberg und Ehefrau von Franz Egon Graf von Fürstenberg-Stammheim, Besitzerin des Anwesens in Bonn-Endenich.
Das Anwesen stellte die Gräfin 1887 den Benediktinerinnen zur Verfügung, die hier im darauffolgenden Jahr ihr Kloster Maria-Hilf gründeten. In der Marterkapelle stellten die Ordensschwestern ein Gnadenbild „Unserer Mutter von der immerwährenden Hilfe“ auf.
Die ursprüngliche Marterkapelle wurde 1892 nach einem Entwurf der Bonner Architekten Becker und Böhm in eine größere, in neugotischem Stil erbaute neue Klosterkirche integriert. Diese wiederum wurde von 1908 bis 1915 nach Plänen des Bonner Architekten Max Cronenberg durch Erweiterungsbauten mit dem Wohntrakt der Schwestern verbunden.
Das um die Marterkapelle entstandene Kloster mussten die Benediktinerinnen während des Zweiten Weltkriegs ebenfalls wieder verlassen. In den Jahren 1941 und 1942 dienten die Gebäude als Sammellager für 474 jüdische Mitbürger aus Bonn und Umgebung. Von hier traten sie den Gang in die Vernichtungslager an. Nur sieben sind als Überlebende bezeugt.
Die Ordensschwestern konnten nach dem Krieg ab Mai 1945 bis zum Jahr 2001 ihr Klosterleben in Endenich fortsetzen. Dann mussten sie auf Grund der Überalterung und daraus entstandener wirtschaftlicher Zwänge das Kloster aufgeben.
Das Erzbistum Köln hat nach der Übernahme des Klosters im Jahr 2002 das Priesterseminar „Redemptoris Mater, Köln“ angesiedelt.
Das Gedenken an die Märtyrer Cassius und Florentius ist bis heute in Bonn erhalten geblieben. Ihr Gedenktag ist der 10. Oktober. Jedes Jahr zieht die Endenicher Gemeinde an dem auf den 10. Oktober folgenden Sonntag in einer feierlichen Prozession von ihrer Pfarrkirche St. Maria Magdalena zur Marterkapelle.

## Orgel
Für das Maria-Hilf-Konvent wurde im Jahre 1964 eine zweimanualige Orgel von der Firma E. F. Walcker, Ludwigsburg (Opus 4708) erbaut. Das Instrument ist mechanisch und befindet sich im linken Kirchenschiff, integriert in das Chorgestühl.
| I Schwellwerk |    |
| Gedeckt       | 8′ |
| Salicet       | 8′ |
| Principal     | 4′ |
| Mixtur II-III |    |

| II Positiv       |       |
| Gemshorn         | 8′    |
| Rohrflöte (Holz) | 4′    |
| Prinzipal        | 2′    |
| Quinte           | 1 ⁄3′ |

| Pedal       |     |
| Subbass     | 16′ |
| Gedecktbass | 8′  |

- Koppeln: Normalkoppeln: II/I, I/P, II/P